# Јован Хаџи-Васиљевић
Јован Хаџи-Васиљевић (Врање, 18. октобар 1866 — Београд, 29. март 1948) био је српски историчар, етнограф и књижевник.

## Биографија
Основну школу завршио је у Врању, гимназију у Врању и Нишу, а Велику школу (историјско-филолошки одсек) у Београду. Докторат из филозофије положио је у Бечу 1898. Као чиновник Министарства иностраних послова службовао је од 1898. до 1904. у Битољу, Скопљу и Београду.
Државну службу напустио је 1904. Од тада па до 1940. године био је секретар Друштва Светог Саве. Све време је радио на националном просвећивању Срба у Турској. Учесник је Балканских ратова и Првог светског рата.
Јован Хаџи-Васиљевић је написао велики број радова из историје, географије и етнологије. Вредност његових радова је у томе што су засновани на теренским истраживањима, а посебно на просторима Старе Србије и Македоније (Јужне Србије). Био је уредник часописа Браство, билтена Друштва Светог Саве.

## Најважнији радови
Најважнији радови Јована Хаџи-Васиљевића су:
- Прилеп и његова околина, Београд, 1902;
- Јужна Стара Србија, историјска, етнографска и политичка истраживања I–II, Београд, 1909, 1913;
- Бугарска зверства у Врању и околини 1915-1918 , Нови Сад, 1922;
- Четничка акција у Старој Србији и Маћедонији, Београд, 1928;
- Хаџи-Васиљевић, Јован (1930). Скопље и његова околина: Историска, етнографска и културно политичка излагања. Београд: Штампарија Свети Сава.
- Аутобиографија, Врање, б. г.

## Спомен биста у Врању
У градском парку у Врању 2012. постављена је спомен биста са његовим ликом. Такође и једна улица у Bрању носи његово име.